# Дафф, Микки
Ми́кки Дафф (англ. Mickey Duff; 1929—2014) — британский боксёр-профессионал польского происхождения, выступал в полусредней весовой категории во второй половине 1940-х годов. Также известен как менеджер и промоутер в области бокса, работал со многими известными чемпионами.

## Биография
Родился с именем Марек Прагер 7 июня 1929 года в польском городе Тарнуве. Его отец был раввином и в конце 1930-х годов, опасаясь приближающихся нацистов, вместе со всей семьёй бежал в Англию. Уже в возрасте пятнадцати лет, сменив имя на Микки Даффа, мальчик начал нелегально участвовать в профессиональных боксёрских поединках (официально разрешалось выходить на ринг только с шестнадцати). В течение четырёх лет в полусреднем весе провёл в общей сложности 44 боя, из них 33 окончил победой (в том числе 4 досрочно), 8 проиграл, в 3 случаях была зафиксирована ничья.
После завершения карьеры профессионального боксёра в 1949 году Дафф подрабатывал в нескольких местах торговцем, в частности, некоторое время занимался продажей швейных машин в Лондоне. Тем не менее, вскоре вернулся в бокс в качестве промоутера, начал организовывать боксёрские матчи по всей территории Великобритании. Вместе с промоутерами Джеком Соломонсом и Гарри Левином, а также менеджером Джарвисом Остейром, в 1960-е — 1970-е годы стал ключевой фигурой в британской индустрии бокса, неизменно оставался главным партнёром транслировавшей поединки компании «Би-би-си».
Дафф сотрудничал со многими ведущими британскими боксёрами, через него прошли шестнадцать чемпионов мира, в том числе такие известные мастера как Фрэнк Бруно, Джо Кальзаге, Джон Конте, Терри Даунс, Ллойд Ханиган, Морис Хоуп, Чарли Магри, Алан Минтер, Джон Стрейси, Джим Уотт и Говард Уинстоун. За свои выдающиеся достижения в 1999 году введён в Международный зал боксёрской славы.
В 1990-е годы на фоне подъёма молодого промоутера Фрэнка Уоррена, который монополизировал трансляции на телеканалах ITV и Sky, Дафф постепенно ушёл в тень и вскоре принял решение уйти на пенсию. Он работал в качестве консультанта над фильмом «Триумф духа», рассказывающего историю еврейского боксёра, попавшего во время войны в немецкий концлагерь. В последние годы страдал от болезни Альцгеймера, умер по естественным причинам 22 марта 2014 года в Лондоне.